# Neyde Thomas

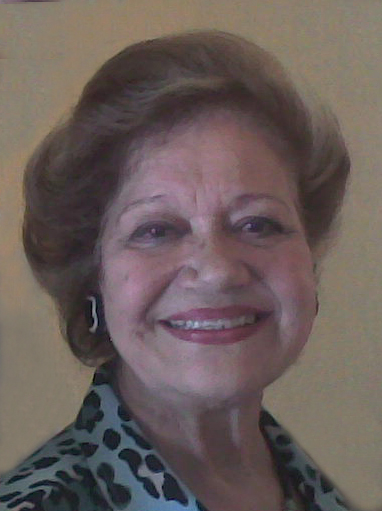
Neyde Thomas - década de 2000

Neyde Thomas (Pirajuí, 27 de fevereiro de 1929 - Curitiba, 1 de agosto de 2011) foi uma cantora lírica brasileira, considerada uma das principais cantoras líricas (soprano) do país no século XX. Em 1961 Neyde venceu o Concurso Achille Peri, em 1999 recebeu o Troféu Texaco Metropolitan Opera International Radio Network e em 2002 ganhou o Prêmio Carlos Gomes, (o “Oscar da Música Erudita”, na categoria Universo da Ópera)
Neyde foi membro estável da Deutsche Oper, cantando em diversos lugares do mundo, como no Liceu de Barcelona, na Ópera de Monte Carlo, no Metropolitan de Nova York (maior palco de apresentações de ópera), na Accademia Nazionale di Santa Cecilia (Roma - uma das instituições musicais mais antigas do mundo), no Teatro Guaíra, entre outros lugares. Plácido Domingo e Luciano Pavarotti são alguns dos nomes com quem ela dividiu o palco.
Em seus últimos anos de vida, era professora da Escola de Música e Belas Artes do Paraná, preparadora vocal das óperas do Teatro Guaíra e orientadora vocal da Camerata Antiqua de Curitiba.

## Ligação externa
- Site de Neyde Thomas